# Археолошки музеј у Делфима
Археолошки музеј у Делфима један је од најважнијих у Грчкој, јер приказује историју делфијског светилишта, најпознатијег грчког пророчишта. Његове богате колекције које се састоји од архитектонских скулптура, статуа и мањих предмета, донираних светилишту од стране држава и појединаца, одражавају верске, политичке и уметничке активности које су се у светилишту одвијале од првих година 8. века п. н. е. до његовог замирања и престанка постојања у касној антици.

## Положај и размештај
Музеј се налази у Делфима (грч. Δελφοι) непосредно уз археолошко налазиште и савремени град у Грчкој на југозападном подножју планине Парнас у долини Фокида.
Музеј, који је смештен у двоспратној згради укупне површине од 2.270 m², своје археолошке збирке презентује у четрнаест изложбених галерија.
Поред наведеног изложбених галерија музеј поседује и 558 m² пратећег простора (депое за чување артефаката и лабораторије за конзервацију керамике, металних предмета и мозаика. Након последњег реновирања уз музеј је дограђено предворје (лоби), кафетерија и продавница сувенира.

## Историја музеја

### Прва зграда музеја
Први, прилично мали музеј отворен је 2. маја 1903. године како би се његовим отварањем обележио завршетак прве сјајне археолошке фазе ископавања француских археолога и у њему приказали откривени налазе. Зграду је дизајнирао француски архитект Алберт Турнари, коме је изабрао грчки банкар и филантроп Андреас Сингрос.
Централни део музеја чинила су два централно постављен крила. Распоред колекције, дизајниран је од стране директора археолошке експедиције, Теофил Хомоле, који је пошао од става да архитектонске делове и скулптуре треба ставити у исти контекст. Тако су делови главних споменика и њихове локације реконструисане гипсом.  Ипак, експоната је било и превише тако да су они заузимали сваки сантиметар расположивог простора, чинећи да изложбена поставка изгледа прилично пренатрпано. Надаље, музеографски приступ није имао никакав хронолошки или тематски приказ, тако да је прва изложбена посавка била више намењена туристичким разгледања а мало едукативним садржајима.

### Доградња старе и изградња нове зграде музеја
Упркос дивљењу које је у Грчкој и међународне заједнице изазвао први музеј, већ током 1930-тих јавио се читав низ проблема,
- музејска поставка постала је сувише мала да би се прилагодила за приказ. све бројнијих новооткривених артефакта,
- неодговарајући услови за све већи број туриста који су долазили у обилазак Делфа.
- учестале критике да су музејске поставке и гипсане реплике појединих артефаката непримерене једном таквом музеју и да је читав музеј не само јако мали већ и превише "француски" и да треба да има више грчко обележја.[3]

Изградња нове зграде музеја започета је 1935. године окончана је 1939. године. Нови музеј у коме су били заступљени међународни архитектонске трендови из периода пред Други светски рат, укључујући и ново уређење старог објеката реализован је под рукководством професора археологије у Солуну Константина Ромаиоса.
Реорганизација старе архаичне збирке поверена је француском археологу Пјеру де Ла Цосте-Месселиере, који је уклонио гипсане рестаурације значајних предмета, укључујући и Шифнски трезор, који је постао једна од главних атракција. Антиквитети су представљени хронолошким редом, и означени.
Међутим, ова поставка је била јко кратко у употреби, јер су након избијање Другог светског рата (који јее представљао велику претњу музеју, антиквитети склоњени у складиште. Део је чуван у Делфима у древним римским гробницама или у специјално ископаним јама испред музеја. Најцењенији предмети (предмети кризефонте, сребро Статуа бика откривена само три месеца пре избијања рата, пребачени су у Атину да би се чували у трезорима Грчке банке, где су и по завршетку рата остали пола деценије.
Како је регион Делфа био у срцу борбене зоне у грчком грађанском рату, вођеном након Другог светског рата, музеј није био у функцији све до1952. године.
Од 1952. до 1958. године музејска поставка била је идентична оној из1939. године.
Како се и ова музејска згрда показала недовољном било је и неопходно приступити новој фази изградње, која је завршена 1958.
Обнова музеја била је повјерена архитекти Патроклосу Карантиносу, коме са придружио археолог ристос Карузос из Националног археолошког музеја у Атине са задатком да преуреди колекцију. Каратинос је пројектовао две нове изложбене дворане и модификовао просто како би омогућио приступ природној светлости у музејски ентеријер.
Распоред колекције остао је хронолошки, али је већи фокус стављен на скулптуру, а статуе су све више одвојени од архитектонских контекста. Музеј је поново отворио своја врата 1961.године и убрзо постала једна од најпосећенијих туристичких атракција у Грчкој, на шта указује податак да је 1998. године музеј посетило више од 300.200 посетилаца, готово толико колико је било у Националном археолошком музеју у Атини у истом периоду (325.000 посетилаца).

## Стална поставка
Предмети су изложени по строгом хронолошком реду, у 14 дворана.

### Галерија 1 и 2. Настанак и рани период развоја светилишта
У прве две галерије приказани су артефакти из раног периода настанка и развоја светилишта (пре успостављања култа Аполона), и прелазак на ново подручје и нови култ.
У поставци се посебно истиче један од симбола Делфа, Омфалос или свети камен (назвиван и „пупак земље“) који је наводно означавао средиште света. Изложени експонат је верна копија оригинала насталог у хеленистичкој или раној римској епохи. Изложени примерак пронађен је источно од храма, док је оригинални Омфалос, био израђен од белог мермера, и наводно се налазио у адитону Аполоновог храма, Површина му је рељефно прекривена јајоликим облицима, који подсећају на исплетену мрежу вунених нити. Оригинални камен носио је два златна орла, који су симболично приказивали Делфе као средиште Земље.
У овим галеријама у неколико витрина изложене су и вазе пронађене у Аполонову светилишту настале у различитим историјским периодима:
- протокоринтском, крај 8. и средина 7. века п. н. е,
- геометријском, 900—700. године п. н. е,
- антропоморфном и зооморфном (нарочито приказ птица),

Од осталих артефаката могу се видети и ове статуе:
- Аполона у бронзи из 5. века п. н. е,
- Диониса или Аполона, из 300—250. година п. н. е,
- млађег човека, из 430—420. година п. н. е, и
- друга ситна пластике са приказом грифона, сирена са крилима из различитих епоха, од архајске до хеленистичке.

У једној од ове две галерије изложени су и разни облици штитова из периода 10—7. века п. н. е, предмети ситне пластике (скулптуре), куроси грифони, мала фигура Аполона и друго.

### Галерија 3. Рани архајски период
У овој галерији приказани су двоструки коуроси, избор бронзаних предмета из истог периода и фриз из ризнице Сифнијанца.
У централном делу налази се велика мермерна сфинга, заветни дар становника острва Наксоса богу Аполону, из око 560. године п. н. е, која је била постављена на јонски стуб високо 12,10 m. Висина сфинге била је 2, 32 m. Сфинга има главу сличну корама, сa архајским осмехом, док су јој коса, груди и крила потпуно стилизовани. Поједини делови били су наглашени бојом. Тело са шапама било је лављег облика. Ово прекрасно дело као да приказује нека далека обележја. оријенталног израза.
Са обе стране сфинге изложени су пронађени остаци две каријатиде, које су биле уграђене уместо стубова на челној фасади ризнице Сифнијаца, док је главни део треће галерије заузела скулптура која је украшавала ту ризницу. На источној страни краћег фриза представљени су призори из Тројанског рата: борба Грка и Тројанаца. У борби, као пратиоци, асистирају олимпски богови, од којих су једни наклоњени Грцима, а други Тројанцима. Украсна скулптура забата релативно је добро сачувана, док са другог, западног дела није ништа пронађено. Садржај забата је свађа Херакла и Аполона о присвајању делфијског троношца. То су и познати призори које су приказивали многобројни сликари ваза. У целини гледано, скулптуре из ризнице Сифнијаца, са фриза и забата, изражене су у плитком рељефу или делимично у пуној скулптури, и одишу архајском јонском љупкошћу са елементима статичности, фронталности и стилизованости.

### Галерија 4. Свети пут
У овој галерији изложена су монументалне архајске скулптуре које представљају два куроса (младића) Клеобиса и Битона. Обе статуе су од мермера, висине су 2,18 m и 2,16 m, постављене су једна поред друге. То су наги мушки ликови у фронталном стојећем ставу са искораком леве ноге према напред, испружених руку уз тело, са стиснутим шакама. Наглашеност мишића и збијеност снаге избија из оба лика. Витка елеганција која карактерише античке куросе, израз је ближи дорском идеалу представљања. Према урезаном натпису на бази, аутор скулптура је Полимед из Аргоса, а настала је око 600. године п. н. е. Откривене су иза ризнице Атињана на почетку археолошких откопавања 1893. године. У десном делу галерије у посебној витрини изложен је мали курос из 550—540. године п. н. е. који можда приказује Аполона.
На супротној, левој страни дворане изложене су на зиду метопе са старије кружне ризнице Сикиоњана, датиране око 580. године п. н. е. Оне су правоугаоног облика димензије 88 х 58 cm. Сачувано их је пет од укупно 14, у доста оштећеном стању.

### Галерија 5. Ризница Сифнијанаца
У неколико витрина изложена је углавном ситна пластика од бронзе, слонове кости и теракоте. Те статуете, мушке и женске, сфинге, пантере и разни други фрагменти, датирају од 7—5. века п. н. е.
У великој витрини изложена је скулптура бика у природној величини, (делимично сачуван) израђена од плочица сребра из 6. века п. н. е.

### Галерија 6. Аполонов храм
Ова галерија садржи делове скулптура, са западног забата архајског Аполоновог храма, Алкмеонида, израђена је од пороса, на којој је приказана гигантомахија. Један фрагмент скулптуре приказује богињу Атину која се супроставила неком диву (гиганту), баченом на колена пред коњима. Ове скулптуре израдио је Атињанин Антенор, чији су изложени фрагменти достојни његовој репутацији.

### Галерија 7 и 8. Ризница Атињана
У овим галеријама названим и ризнице Атињана, изложене су метопе и скулптура забата из ризнице истоимене ризнице. Од укупно 30 метопа, колико их је било, по девет на дужим странама и по шест по краћим, сачуване су и изложене 24. На метопе прочеља ризнице приказане су сцене амазономахије, а на северној и западној страни садржај метопе су Хераклова јуначка дела. Како се јужна страна фриза (метопски рељеф) могла видети са Светог пута, те су метопе биле резеривиране за јуначке подухвате Тезеја, изузетног атинског хероја и легендарног оснивача града Атине.
И украси забатне скулптуре са те ризнице посвећени су двојици највећих грчких хероја, Хераклу и Тезеју, На источном забату, у мирољубивом држању, приказан је Тезеј и краљ Лапите Пиритој, уз присуство једне богиње. На западном забату су призори рата, са средишњом фигуром Херакла, уз којега асистира Теламон у борби против Лаомедонта, краља Троје и Пријамовог оца.
Скулптуре из ове ризнице су с краја 6. или почетка 5. века п. н. е, са још увек много архајских елемената од којих се постепено ослобађала скулптура, утирући пут класичној скулптури у којој ће бити остварен§идеал грчке уметности. У овој дворани изложени и фрагменти химне о Аполону, који су били урезани 128. године п. н. е. у јужном делу ризнице.

### Галерија 9. Поклони из 5. века п. н. е.
У првом делу галерије налазе се надгробни споменици, урне, маске и друго. Међу њима се истиче надгробна стела која се разликује од осталих квалитетом и посебношћу. Пронађена је на некрополи у источном делу Делфа, а реконструисана је од четири одломка. У ниском рељефу, са анатомским тачним детаљима, на њој је приказан млади атлета, коме, недостаје глава и доњи део ногу са стопалима, како струже са тела прашину и зној, вероватно после рвања. Испред њега је лик роба мањих димензија. Стела је датирана на средину 5. века п. н. е.
У другом делу галерије изложен је мермерни олтар, нешто виши од једног метра, пронађен у светилишту Атине Проније. Жртвеник украшава ниски рељефни фриз са 12 младих девојака, у групи по две, које придржавајау венац. Посебно је наглашена база жртвеника. То дело је из 2. века п, н. е, а било је намењено унутрашњости Толоса.

### Галерија 10. Толос
У овој галерији зложени су фрагменти архитектуре и скулптурални украси из Толос.
Главни део украса чине два дорска фриза изведена у Парски мрамоур. Већи, спољни фриз, развио се изнад колонаде стубова и архитрава.
Метопе фриза величине 65 х 42,5 cm и debqine 7 cm представљале су призоре из периода амазономахије (борбе Грка с Амазонкама). Уз фрагменте метопе већег фриза изложене су и метопе мањег, унутрашњег, који је красио спољну страну зида са приказима кентауромахије.
Мање метопе су величине 62 х 40,5 сm и дебљине 4 cm. На подножју сa обе стране метопе виде се делови акротерије Толос. Ти украсни рељефи Толоса потичу из 385. године п. н е. Одликују се великом слободом покрета, јачином, али и отменошћу у изразу форме.
Француски археолог Ј. Мамадел који је проучавао је сличност између скулптура Толоса у Делфима и оних са храма Асклепијона у Епидауру установио је да је Теодор Фокејски, архитекта Толос из Делфа (вероватно исти онај уметник који је градио храм бога Асклепија у Епидауру).

### Галерија 11. Класични и хеленистички период
У овој галерији иложене су скулптуре заветног дара Даоха ll Фарсала, тетрарха из Тесалије од 397. до 392. године п. н. е. и члана делфијске амфиктионије. Скулптуре су биле постављене у Аполоновом светилишту, у коме су данас видљиви остаци њихових база са урезаним натписима тесалске династије. У светилишту је било постављено 9 мермерних статуа од којих 6 приказују Даохове претке, а три друге једнаке статуе Даоха ll, његовог сина Сизифа ll и бога Аполона.
У овој галерији изложене су и статуе:
- старца (можда филозофа) из прве половине 3. века п. н. е.
- Диониса, која је део композиције западног забата Аполонова храма из 4. века п. н. е.

### Галерија 12. Хеленистички и римски период
Ова дворана позната је по томе што се у њој може разгледати најпознатија скулптура Музеја у Делфима, величанствени Аурига. Статуа је била део бронзане групе која је представљала победничког Квадрига Полизалоса, брата сиракушког тиранина Гелона из Геле, на Питијским играма 478. или 474. године п. н. е. Подигнута је у Аполонову светилишту у част те победе, као дело је вајара Сотадеса из Беотија настало око 470. године п. н. е. Фигура представља младог човека, возача Хениоса, који стоји мирно и чврсто на ногама после завршене трке, држећи још видљиве узде у рукама. Обучен је у дугу церемонијалну тунику, високо подвезану испод руку да би што мање лепршала на ветру. На глави му је привезана победничка врпца. Фигура припада строгом стилу, што се осећа у њеној архаичној строгости, посебно у доњем делу, где набори тунике асоцирају на канелуре грчкога стуба. Ископана је у Аполонову светилишту 1896. године, на подручју између храма и позоришта, иза потпорног зида горње терасе.
- Фигура младог човека, возара Хениоса, који стоји мирно и чврсто на ногама после завршене трке, држећи још видљиве узде у рукама

### Галерија 13. Кариотер
У овој галерији изложени су предмети који припадају различитим периодима грчке уметности:
- керамичке вазе из 1400—1100. године п. н. е, пронађене у некрополи Делфа,
- портрети (глава) човека, можда римског конзула Тита Квинција Фламинина, победника над Филипом v Македонским у одлучној бици код Киноскефале у Тесалији 197. године п. н. е. Спада у вредно уметничко дело с почетка 2. века п. н. е.
- попрсје Плутарха (46—120. године ) биографа, филозофа и Аполоновог свештеника дужи низ година (105—120. година). Натпис на попрсју показује да је то заједнички дар суграђана Херонеје и Делфа.
- мермерна статуа љупке девојчице обучене у помало тешку и незграпну тунику, с почетка 3. века п. н. е.
- посебно вредан експонат, мермерна скулптура Антиноја, младића пореклом из Битиније у Малој Азији. У Делфима је представљен као божанство. Видљиве су рупе за учвршћење. Од већег броја култних статуа Антиноја, ова изложена у Делфима је најлепша. Ово квалитетно уметничко дело датирано је у период између 130. и 140. године.

### Галерија 14. Крај светилишта
Ова јгалеријска јединица илуструје последње векове постојања светилишта преко натписа и портрета римских императора, и архитектонских елемената и амблема са хришћанским симболима, карактеристичним за прелазак на нову религију (хришћанство).